# Laplace (Luisiana)
Laplace es un lugar designado por el censo ubicado en la parroquia de St. John the Baptist en el estado estadounidense de Luisiana. En el Censo de 2010 tenía una población de 29872 habitantes y una densidad poblacional de 515,59 personas por km².

## Geografía
Laplace se encuentra ubicado en las coordenadas 30°4′26″N 90°28′31″O / 30.07389, -90.47528. Según la Oficina del Censo de los Estados Unidos, Laplace tiene una superficie total de 57.94 km², de la cual 54.88 km² corresponden a tierra firme y (5.28%) 3.06 km² es agua.

## Demografía
Según el censo de 2010, había 29872 personas residiendo en Laplace. La densidad de población era de 515,59 hab./km². De los 29872 habitantes, Laplace estaba compuesto por el 47% blancos, el 47.88% eran afroamericanos, el 0.37% eran amerindios, el 0.95% eran asiáticos, el 0.06% eran isleños del Pacífico, el 2.04% eran de otras razas y el 1.69% pertenecían a dos o más razas. Del total de la población el 6.12% eran hispanos o latinos de cualquier raza.